# اچ‌ام‌ای‌اس مرچیسن (کی۴۴۲)
اچ‌ام‌ای‌اس مرچیسن (کی۴۴۲) (به انگلیسی: HMAS Murchison (K442)) یک کشتی بود که طول آن ۳۰۱ فوت (۹۲ متر) بود. این کشتی در سال ۱۹۴۴ ساخته شد.